# Liste der Bischöfe von Rieux
Die folgenden Personen waren Bischöfe von Rieux:
- Guillaume I. de Broce (Juli bis September 1317)
- Pelfort de Rabastens (1317–1320) (Kardinal ab 1320)
- Bertrand de Cardaillac (1321–1324)
- Jean I. Tissandier (1324–1348)
- Durand de la Capelle (1348–1353)
- Jean Roger de Beaufort oder Jean II. (1353–1357) (Haus Rogier de Beaufort)
- Pierre I. de Saint-Martial (1357–1371)
- Jean III. de Lanta (1371–1383)
- Jean IV. (1383–1393)
- Thomas (1393–1400)
- Guillaume II. du Puy (1401–1405)
- Pierre II. Trousseau (1405–1416)
- Vital du Lyon du Campet (14. September 1416)
- Gaucelme du Bousquet (1416–1426)
- Hugues de Roffignac (1426–1460)
- Pierre III. Bonald (1460–1462)
- Geoffroy de Bazillac (1462–1480)
- Pierre IV. d’Abzac de la Douze (1480–1487)
- Hugues d’Espagne (1487–1500)
- Bertrand d’Espagne (1500–1509)
- Louis de Valtan (1509–1517)
- Gaspart de Montpezat (1518–1521)
- Jean de Pins (1522–1537)
- Sedisvakanz (1537–1568)
- François du Bourg (1568–1575), Sohn von Antoine du Bourg
- Jean-Baptiste du Bourg (1575–1602), dessen Bruder
- Jean de Bertier (1602–1620)
- Jean-Louis de Bertier (1620–1662)
- Antoine-François de Bertier (1662–1705)
- Pierre V. de Charrité de Ruthie (1706–1718)
- Alexandre de Johanne de Saumery (1720–1747)
- Jean-Marie de Catellan (1748–1771)
- Pierre-Joseph de Lastic Lescure (1771–1801)